# Jacky Chevaux
Jacky Chevaux, de son vrai nom Jean-Jacques Chevaux, né le 14 septembre 1943 à Badevel (Doubs), et mort le 7 juillet 1995 à Mulhouse, est un peintre, graveur, illustrateur et caricaturiste français.

## Biographie
Jacky Chevaux étudie à l'École supérieure d'art de Mulhouse de 1956 à 1962, où il enseigne par la suite la peinture et le dessin de 1978 à 1990 ou 1991.
Il reste en Alsace durant la majeure partie de sa carrière, travaillant en tant qu'illustrateur pour des journaux et des agences publicitaires.
Il meurt dans le Haut-Rhin, à Mulhouse.

## Expositions
- Jacky Chevaux, Louis Chervin, Bernard Gantner, Odile Ress, Arthur Schachenmann, Galerie Au Souffle de Paris, Saint-Louis (Haut-Rhin), novembre-décembre 1965.
- Rétrospective Dans l'esprit de Jacky Chevaux, de décembre 2010 à janvier 2011 au musée des beaux-arts de Mulhouse[4],[5].

## Publications

### Ouvrages
- Miousik (1975), gravures et sérigraphies.

### Illustrations
- De l'Ill au Niger, alliance au-delà du désert, textes de Louis Schittly, dessins, aquarelles et gravures de Jacky Chevaux, 1991.
- Les blés de Troisfontaine, poèmes d’André Paul Weber, 1991.

### Filmographie
- Jacky Chevaux ou un jour en septembre..., film documentaire produit et réalisé par Vincent Froehly en coproduction avec Van Berleere Production et France 3 Alsace / 1994 - 26 minutes.